# Il trionfo del tempo e del disinganno

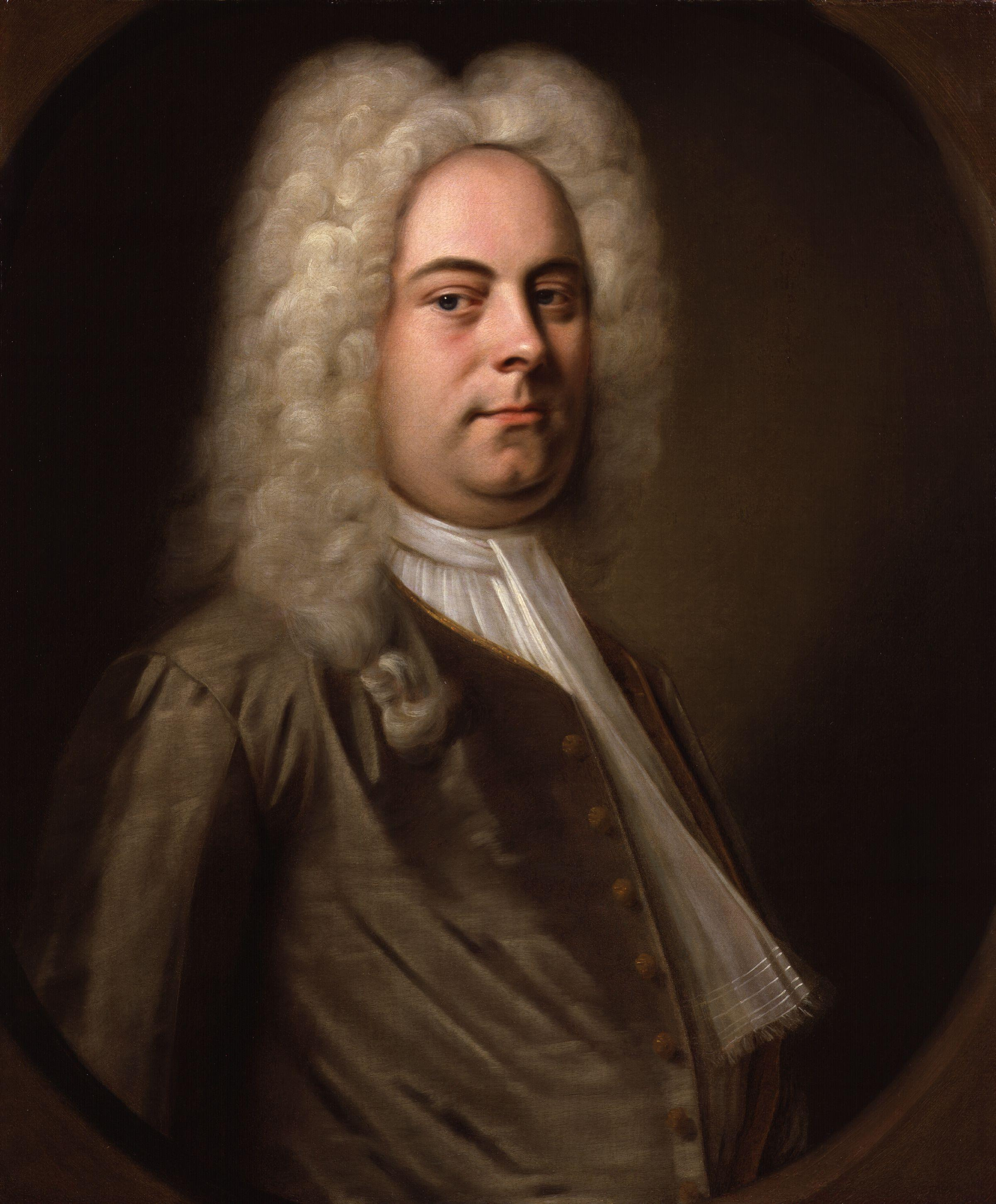
Georg Friedrich Händel.

Il trionfo del tempo e del disinganno è un oratorio di Georg Friedrich Händel, riveduto tre volte nel corso della sua vita.
Fu composto nel 1707 in italiano ed è catalogato come HWV 46a. Nel 1737 il compositore rivedette e ampliò il lavoro, creando Il trionfo del tempo e della verità (HWV 46b); nel 1757 lo ampliò ulteriormente, lo tradusse in inglese e lo reintitolò The Triumph of Time and Truth (HWV 71).

## Il trionfo del Tempo e del Disinganno HWV 46a
Händel compose il suo primo oratorio su commissione e su libretto del cardinale Benedetto Pamphilj. Il lavoro, consistente in due sezioni, venne ultimato nella primavera del 1707 e debuttò a Roma l'estate seguente. La sua più famosa aria è Lascia la spina, poi reimpiegata con qualche piccola modifica nel 1711 in Rinaldo (Lascia ch'io pianga).

## Il trionfo del Tempo e della Verità HWV 46b
Trent'anni dopo, Händel rimise mano al lavoro aggiungendo una nuova sezione. L'oratorio venne rappresentato il 23 marzo 1737 con Anna Maria Strada al Royal Opera House, Covent Garden di Londra, cui seguirono tre repliche nello stesso anno e un'ulteriore rappresentazione nel 1739.

## The Triumph of Time and Truth HWV 71
Benché Jephtha, del 1751, sia considerato l'ultimo oratorio di Händel, una nuova versione del Trionfo venne ultimata nel marzo 1757. Il libretto venne tradotto in inglese, probabilmente da Thomas Morell, e l'oratorio venne di nuovo ampliato. Nel 1757 la salute di Händel iniziava a declinare, quindi il suo contributo alla nuova versione come oratorio-pasticcio fu molto limitato. Lo spartito venne probabilmente assemblato, nella forma che oggi conosciamo, da John Christopher Smith. La prima è stata diretta dal compositore l'11 marzo 1757 al Royal Opera House, Covent Garden di Londra.

## Ruoli
- Bellezza (soprano)
- Piacere (soprano)
- Disinganno (contralto)
- Tempo (tenore)

## Struttura musicale
(Riferita alla prima versione, HWV 46a.)
Sinfonia
Parte Prima
- Fido specchio (Bellezza)
- Fosco genio, nero duolo (Piacere)
- Se la bellezza perde vaghezza (Disinganno)
- Una schiera di piaceri (Bellezza)
- Urne voi, che racchiudete (Tempo)
- Il voler nel fior degli anni (Bellezza e Piacere)
- Un pensiero nemico di pace (Bellezza)
- Nasce l'uomo (Tempo) e L'uomo sempre se stesso distrugge (Disinganno)
- Sonata
- Un leggiadro giovinetto (Piacere)
- Venga il tempo (Bellezza)
- Crede l'uom ch'egli riposi (Disinganno)
- Folle dunque tu sola presumi (Tempo)
- Se non sei più ministro di pene (tutti)

Parte Seconda
- Chiudi i vaghi rai (Piacere)
- Io sperai trovar nel vero (Bellezza)
- Tu giurasti di mai non lasciarmi (Piacere)
- Io vorrei due cori in seno (Bellezza)
- Più non cura valle oscura (Disinganno)
- È ben folle quel nocchier (Tempo)
- Voglio tempo per risolvere (tutti)
- Lascia la spina (Piacere)
- Addio Piacere (Bellezza)
- Chi fu già del biondo crine (Disinganno)
- Ricco pino (Bellezza)
- Il bel pianto dell'aurora (Tempo e Disinganno)
- Come nembo che fugge dal vento (Piacere)
- Accompagnato e aria Pure del cielo - Tu del Ciel ministro eletto (Bellezza)